# Варминско епископско княжество
Варминското епископско княжество (на полски: Księstwo Warmińskie, на немски: Fürstbistum Ermland, на латински: Episcopatus Warmiensis) е църковно княжество и административно-териториална единица в състава на Полското кралство и Жечпосполита. Административен център е град Лидзбарк Вармински.
Варминската епархия на католическата църква е създадена от папа Инокентий IV през 1243 г. Обхваща територии от историко-географската област Вармия. След като Вармия е присъединена към Полското кралство (1466) епископа получава титлата княз и му е потвърдено правото заедно с катедралния капитул да упражнява духовната и светска власт в границите на епархията. В Сейма на Жечпосполита е представено от един сенатор (епископа).
При първата подялба на Жечпосполита (1772) територията на княжеството е анексирана от Кралство Прусия.